# Eptesicus isabellinus
Eptesicus isabellinus là một loài dơi thuộc họ Vespertilionidae có nguồn gốc ở Bán đảo Iberia, Ma-rốc, Algérie, Tunisia, và Libya. Tình trạng phân loại của Eptesicus isabellinus đã được sửa đổi nhiều lần kể từ khi mô tả ban đầu. Loài này lần đầu tiên được mô tả bởi nhà động vật học người Hà Lan Coenraad Jacob Temminck vào năm 1840. Không có lý do để tin rằng dân số của chúng đang giảm mạnh. Ở một số vùng miền nam Tây Ban Nha, nó được xem là một trong những loài phổ biến nhất của loài dơi. 

## Mô tả
Loài dơi này có sải cánh (cẳng tay) dài 51mm (2.0 inch), và chân sau dài 11.6-11.8 mm (0.46-0.46 in). Nó có lớp lông dài, mịn màng ở mặt sau, với độ dài 8 mm (0,31 in). Màng trên bụng của nó ngắn hơn, dài 6 mm (0,24 in). Nó có thể được phân biệt với các loài liên quan từ lớp lông thú màu nâu vàng của nó, màu lợt hơn nhiều. Đầu vành tai tròn. Bàn chân có nhiều móng vuốt màu nâu và ngón chân có lông.
Chúng là loài ăn sâu bọ, ăn bọ cánh cứng, bướm đêm và ruồi. Đặc biệt, các danh sách thực đơn con mồi quan trọng bao tử của nó gồm bọ cánh cứng và những con ruồi khác. Con mái sẽ hình thành các nhóm những con dơi mang thai, bao gồm 20-100 cá thể.
Nó đã được ghi chép có tồn tại ở Tây Ban Nha, Bồ Đào Nha, Gibraltar, Ma-rốc, Algeria, Tunisia, và Libya. Nó chưa được ghi nhận ở độ cao trên 1.800 m (5.900 ft). Trong ngày, nó sẽ di chuyển rải rác trong các khe đá, các cây cầu, và các tòa nhà. Chịu được nhiều khí hậu và môi trường sống, bao gồm rừng bán sa mạc, ôn đới, cây bụi, ngoại ô và rừng khô nhiệt đới.